# Butou (köpinghuvudort i Kina, Zhejiang Sheng, lat 28,75, long 120,52)
Butou (kinesiska: 埠头, 埠头镇) är en köpinghuvudort i Kina. Den ligger i provinsen Zhejiang, i den östra delen av landet, omkring 170 kilometer söder om provinshuvudstaden Hangzhou. Antalet invånare är 10 610. Befolkningen består av 5 333 kvinnor och 5 277 män. Barn under 15 år utgör 22,0 %, vuxna 15-64 år 62 %, och äldre över 65 år 14,0 %.
Runt Butou är det ganska tätbefolkat, med 166 invånare per kvadratkilometer. Närmaste större samhälle är Baita, 6,6 km öster om Butou. Trakten runt Butou består till största delen av jordbruksmark.
Genomsnittlig årsnederbörd är 2 402 millimeter. Den regnigaste månaden är juni, med i genomsnitt 411 mm nederbörd, och den torraste är januari, med 67 mm nederbörd.